# Dévaluations du franc français
Les dévaluations du franc français sont l'ensemble des dévaluations décidées par les autorités publiques françaises à l'égard du franc français.
Ces dévaluations ont été nombreuses après la Première Guerre mondiale, ayant pour objectif de restaurer temporairement la compétitivité économique du pays, en rendant les exportations françaises meilleur marché mais en prenant le risque que les importations, plus chères, ne se traduisent par de l'inflation, en particulier en période de choc pétrolier. Certaines dévaluations ont également pour origine l'endettement du pays et la perte de confiance des investisseurs financiers internationaux dans le franc comme monnaie refuge.
Au cours du XXe siècle, le franc français a connu dix-sept dévaluations,, dont la plupart au cours des années 1950. La dernière a eu lieu en 1986. Les dévaluations des années 1980 ont été effectuées par rapport au mark allemand, considéré comme un modèle de stabilité monétaire. 

## Concept
À partir de 1914, la dévaluation signifie la baisse de la valeur d'une devise par rapport à une ou plusieurs autres. La livre sterling, puis le dollar américain, étaient souvent pris comme référence. C'est une procédure voulue par la banque centrale de la monnaie en question contrairement à la dépréciation qui est un phénomène spéculatif entre autres. Avant cette date, la dévaluation se faisait par rapport à un équivalent en masse d'or par unité de monnaie (étalon or).
L'objectif est généralement de restaurer la compétitivité économique de la France.
En matière de change, la valeur relative du franc français pour l'année 1912 par rapport à trois devises types s’établissait comme suit :
- 1 dollar américain = 5,17
- 1 mark = 1,235
- 1 livre sterling = 25,23

## Troisième République

### Dévaluation de 1928
Le 25 juin 1928 (franc Poincaré), le franc est dévalué. Il s'agit d'une réponse à la difficile situation financière de la France. Depuis septembre 1914, le franc a cours forcé : la convertibilité en or est suspendue. À partir de 1919, l'Angleterre et les États-Unis demandent remboursement de leurs créances, la France étant endettée à hauteur de 20 milliards. Les investisseurs ne souhaitant pas détenir de franc, la devise s'effondre sur le marché des changes. Finalement, le 25 juin 1928, Raymond Poincaré décide la fin du franc germinal : sa valeur est divisée par cinq par rapport à celle de 1914. La convertibilité en or est rétablie.

### Dévaluation de 1936
Le 1er octobre 1936 (franc Auriol),. Le 20 septembre 1931, la livre sterling est dévaluée et se met à flotter, le gouvernement britannique suspend sa convertibilité en or. En 1933, le dollar est dévalué. En mars 1934, le franc est attaqué sur le marché des changes. Le 1er octobre 1936, le Front populaire dévalue le franc de 35 %. Un décret interdit le commerce de l'or et les propriétaires de plus de 200 grammes d'or peuvent les céder à la Banque de France au cours antérieur à la dévaluation ou devront s'acquitter d'une taxe.

### Dévaluation de 1937
Le 30 juin 1937 (franc Bonnet),, le franc est déprécié à nouveau au départ du gouvernement Blum.

### Dévaluation de mai 1938
Le 4 mai 1938 (franc Marchandeau), le franc est dévalué de 10 %.

### Dévaluation de novembre 1938
Le 12 novembre 1938 (franc Reynaud). Le franc est rattaché à la livre sterling, et non plus à l'or. Cela permet une forte dépréciation du franc, qui donne un avantage commercial à la France.

### Dévaluation de février 1940
Le 29 février 1940 (franc Reynaud), une nouvelle dévaluation a lieu. Elle permet d'alléger le coût des emprunts passés par Paul Reynaud en préparation de la guerre. À l'issue de cette dévaluation, une livre vaut 186 francs, contre 125 en 1928.

## Régime de Vichy

### Dévaluation allemande de 1940
En 1940, l'occupant allemand impose un taux prohibitif de 20 francs pour 1 reichsmark (il était de 13 F en septembre 1939).

## Quatrième République

### Dévaluation de 1944
Le 6 septembre 1944, Pierre Mendès France dévalue le franc par rapport à l'or, de 13 %. Le cours du dollar s'établit à 43,80 francs.

### Dévaluation de 1945
26 décembre 1945 (franc Pleven) : la dévaluation est de 60 % par rapport au dernier cours de 1940. Ce même jour, la France ratifie les accords de Bretton Woods et fait sa première déclaration de parité au Fonds monétaire international (FMI). Le franc CFA est créé, sur la parité de 1 franc CFA = 1,70 franc français (anciens francs). Cette dévaluation dope les exportations et l'inflation.

### Dévaluation de 1948
20 janvier 1948 (franc Mayer) : la dévaluation se monte à 80 %. Le cours du dollar US passe de 119 à 214 francs, obligeant Robert Schuman à réagir.

### Dévaluation de 1949
20 septembre 1949 (franc Queuille) : dévaluation de 22,27 % par le gouvernement d'Henri Queuille, le dollar coûte 350 francs.

### Dévaluation de 1957
10 août 1957 (franc Gaillard) : dévaluation « déguisée » de 20 % par le président du Conseil Félix Gaillard, laquelle fut légalisée en juin 1958.

## Cinquième République

### Présidence de Charles de Gaulle

#### Dévaluation de juin 1958
En juin 1958, Charles de Gaulle valide une dévaluation de 20 %. Elle est considérée comme une réussite.

#### Dévaluation de décembre 1958
Le 29 décembre 1958 (franc Pinay), une nouvelle dévaluation, de 17,55 %, est décidée. Elle s'insère de manière plus large dans le plan Pinay-Rueff. Avec la dévaluation précédente, cette nouvelle dévaluation consolide le commerce extérieur français, et s'accompagne de la création d'un « franc lourd » qui vaut 100 anciens francs. Cette dévaluation a pour objectif de faire entrer du mieux possible la France dans le marché commun.

### Présidence de Georges Pompidou

#### Dévaluation d'août 1969
Georges Pompidou arrive au pouvoir. Il annonce une dévaluation du franc le 8 août 1969 (franc Giscard), à l'issue d'un Conseil des ministres extraordinaire. Le premier ministre Jacques Chaban-Delmas, qui avait refusé la dévaluation en novembre 1968, accepte une dévaluation de 11,1 % du franc. Il s'agit d'une réussite : la bourse de Paris est fermée ce jour-là, et aucune pression spéculatrice ne s'exerce sur le franc. Les effets sont renforcés par la réévaluation du mark allemand le 27 octobre 1969, contre toutes les autres monnaies.

### Présidence de François Mitterrand

#### Dévaluation de 1981
4 octobre 1981 : quelques mois après l'entrée en fonctions de François Mitterrand, le gouvernement dévalue le franc de 3 %.

#### Dévaluation de 1982
Le 12 juin 1982, le président Mitterrand acte une nouvelle dévaluation du franc de 5,75 %. Elle est assortie d'un plan de rigueur et marque à ce titre le début du tournant de la rigueur. La dévaluation est actée dans le cadre d'une négociation européenne : les ministres des Finances des dix pays de la Communauté européenne s'accordent sur une réévaluation de 4,25% du mark et du florin, contre une dévaluation de 2,75 % de la lire et de 5,75 % du franc.

#### Dévaluation de 1983
21 mars 1983 : le mark allemand et le florin néerlandais sont réévalués de 4,25 % contre toutes les monnaies du Système monétaire européen. La lire italienne est dévaluée de 2,75 % face à toutes les monnaies du Système monétaire européen. Le franc perd 8 % par rapport au mark.

#### Dévaluation de 1986
Le 6 avril 1986, la France dévalue de 3 % le franc. Cette dévaluation est faite dans le cadre du système monétaire européen. En effet, les ministres de l'Économie et des Finances des douze pays de la Communauté européenne, réunis aux Pays-Bas, acceptent, à la demande de la France, un réajustement des parités des monnaies appartenant au SME.

#### Dévaluation de 1987
Le 11 janvier 1987, la France négocie avec ses partenaires du système monétaire européen afin que l'Allemagne et les Pays-Bas réévaluent le deutschemark et le florin, de 3 % et de 2 % respectivement. Cela permet une dévaluation tacite du franc.

### Textes officiels
- Loi monétaire du 25 juin 1928, dans Journal officiel de la République française, vol. 60, no 149, 25 juin 1928, p. 7085-7086.
- Loi monétaire du 1er octobre 1936, dans Journal officiel de la République française, vol. 68, no 231, 2 octobre 1936, p. 10402-10403.
- Décret du 30 juin 1937 portant modification de la loi monétaire du 1er octobre 1936 et approuvant une convention avec la Banque de France, dans Journal officiel de la République française, vol. 69, no 151, 1er juillet 1937, p. 7431.
- Décret du 12 novembre 1938 relatif à la réévaluation de l'encaisse de la Banque de France, dans Journal officiel de la République française, vol. 70, no 266, 12 et 13 décembre 1938, p. 12882-12884.
- Décret du 29 février 1940 approuvant une convention passée entre l'État et la Banque de France, dans Journal officiel de la République française, vol. 72, no 58, 1er mars 1940, p. 1520.